# Кислицын, Алексей Никитович
Алексе́й Ники́тович Кисли́цын (27 мая 1914, Ключи, Вятская губерния — 16 декабря 1949, Одесса) — майор Рабоче-крестьянской Красной Армии, участник Великой Отечественной войны, Герой Советского Союза (1944).

## Биография
Алексей Кислицын родился 27 мая 1914 года в починке Ключевском (ныне — деревня Ключи, Верхошижемский район Кировской области). Окончил семь классов школы и курсы счетоводов, после чего работал на почте в Горьком. Позднее работал плотником в Свердловской области, затем на строительстве Ярославского резино-асбестового комбината. В 1936 году Кислицын был призван на службу в Рабоче-крестьянскую Красную Армию. С сентября 1941 года — на фронтах Великой Отечественной войны. Участвовал в боях в Новгородской области, четыре раза был ранен. В январе 1944 года Кислицын окончил Объединённые фронтовые офицерские курсы, после чего командовал батальоном 219-го гвардейского стрелкового полка 71-й гвардейской стрелковой дивизии 6-й гвардейской армии 1-го Прибалтийского фронта. Отличился во время освобождения Витебской области Белорусской ССР.
22 июня 1944 года батальон Кислицына прорвал немецкую оборону в районе деревень Товстыки и Тропино Шумилинского района, а затем принял активное участие в освобождении станции Сиротино и непосредственно райцентра Шумилино. Благодаря умелому руководству Кислицына батальон в тех боях понёс незначительные потери. 25 июня 1944 года батальон вышел к Западной Двине и на подручных средствах переправился через ней, после чего захватил плацдарм на западном берегу реки. Противник предпринял ряд контратак, но все они были успешно отражены. Перейдя в наступление, батальон принял активное участие в освобождении посёлка Бешенковичи.
Указом Президиума Верховного Совета СССР от 22 июля 1944 года за «образцовое выполнение боевых заданий командования на фронте борьбы с немецкими захватчиками и проявленные при этом мужество и героизм» гвардии майор Алексей Кислицын был удостоен высокого звания Героя Советского Союза с вручением ордена Ленина и медали «Золотая Звезда».
После окончания войны Кислицын был уволен в запас. Первоначально проживал в Ярославле, позднее переехал в Одессу, где работал директором одного из местных заводов. Скончался от туберкулёза 16 декабря 1949 года. Похоронен на Втором Христианском кладбище Одессы.
Был также награждён орденом Отечественной войны 2-й степени и рядом медалей.

## Память
- Его имя на гранитной стелле в парке Победы в Кирове.
- Имя Героя увековечено на мемориальной доске в честь Героев Советского Союза — уроженцев Кировской области в парке Дворца пионеров города Кирова

- Имя Героя высечено золотыми буквами в зале Славы Центрального музея Великой Отечественной войны в Парке Победы города Москвы.

- На могиле героя установлен надгробный памятник.
- В честь Кислицына названа улица в селе Косино Верхошижемского района[1].